# Botryarrhena pendula
Botryarrhena pendula är en måreväxtart som beskrevs av Adolpho Ducke. Botryarrhena pendula ingår i släktet Botryarrhena och familjen måreväxter. Inga underarter finns listade i Catalogue of Life.